# سالیپازاری
سالیپازاری (به ترکی استانبولی: Salıpazarı) یک منطقهٔ مسکونی در ترکیه است که در استان صامسون واقع شده‌است.